# Δ24(241)-ステロールレダクターゼ
Δ24(241)-ステロールレダクターゼ（Δ24(241)-sterol reductase）は、次の化学反応を触媒する酸化還元酵素である。
エルゴステロール + NADP+ {\displaystyle \rightleftharpoons } エルゴスタ-5,7,22,24(241)-テトラエン-3β-オール + NADPH + H+
反応式の通り、この酵素の基質はエルゴステロールとNADP+、生成物はエルゴスタ-5,7,22,24(241)-テトラエン-3β-オールとNADPHとH+である。
組織名はergosterol:NADP+ Δ24(241)-oxidoreductaseで、別名にsterol Δ24(28)-methylene reductase, sterol Δ24(28)-reductaseがある。